# Metody formalne
Metody formalne (ang. formal methods) – oparte na matematyce podejścia do specyfikacji, projektowania i weryfikacji oprogramowania lub systemów informatycznych.
Użycie notacji i języków ze zdefiniowanym matematycznym znaczeniem pozwala precyzyjnie określić, co system informatyczny powinien robić, jakie mają być jego właściwości oraz zweryfikować poprawność działania systemu.